# نيوزيلندا في الألعاب الأولمبية الصيفية 2016
نافست نيوزيلندا في دورة الألعاب الأولمبية الصيفية 2016 في ريو دي جانيرو، البرازيل، من 05-21 أغسطس 2016. ويعتبر هذا الظهور الخامس والعشرين للبلاد في دورة الألعاب الاولمبية الصيفية، بعد أن ظهرت لأول مرة مع أستراليا في دورة الألعاب 1908 وتنافس في كل الألعاب منذ ذلك الحين. في هذه المرة فريق نيوزيلندا يتكون من 99 رجل من 100 امرأة وهي المرة الأولى التي يضطر فيها فريق نيوزيلندا ان يجعل عدد الرجال اقل من عدد النساء.